# 伊扎克·纳冯
伊扎克·纳冯（希伯來語：יצחק נבון，1921年4月9日—2015年11月6日），以色列政治人物。在1978年4月至1983年5月间，担任第5任以色列总统。

## 生平
伊扎克·纳冯生于英属巴勒斯坦托管地耶路撒冷。1978年4月至1983年5月担任以色列总统，1984年至1990年担任以色列教育文化部部长。2015年11月6日逝世，享年94岁。